# Robert Bloch
Robert Albert Bloch (Chicago (Illinois), 5 april 1917 - Los Angeles, 23 september 1994) was een Amerikaans schrijver van horror-, sciencefiction- en detectiveverhalen.
Vroeg in zijn carrière schreef hij vaak voor pulptijdschriften, later produceerde hij veel screenplays. Ook droeg hij substantieel bij aan SF-tijdschriften voor fans (fanzines) en het fandom in het algemeen. Hij werkte in het vaudeville en was ook politiek actief. Hij hielp bij de verkiezing van Carl Zeidler tot burgemeester van Milwaukee, Wisconsin in 1940.
Hij was bevriend met H.P. Lovecraft met wie hij correspondeerde vanaf 1933 tot diens dood in 1937. Bloch plaatste een aantal verhalen in de wereld van de Cthulhu Mythos. Bloch komt als "Robert Blake" voor in Lovecrafts verhaal The Haunter of the Dark.
Bloch werd beroemd met de roman Psycho, die door Alfred Hitchcock verfilmd werd. Hij ontving de Hugo Award in 1959 voor het korte verhaal That Hell-Bound Train en in 1984 kreeg hij een speciale Hugo voor zijn 50-jarige activiteit als SF-professional. De World Fantasy Award voor zijn levenswerk viel hem in 1975 ten deel en de equivalente The Bram Stoker Award in 1989. In 1993 en 1994 ontving hij nog drie Bram Stoker Awards.
Zijn autobiografie werd in 1993 gepubliceerd met de titel Once Around the Bloch.